# Motograter (album)
Motograter è il primo ed eponimo album in studio del gruppo musicale statunitense Motograter, pubblicato nel 2003.

## Tracce
1. Etacoffus – 0:15
2. Suffocate – 3:00
3. Nwod – 0:30
4. Down – 3:29
5. Seicehporp – 0:13
6. Prophecies – 2:50
7. Gnorw – 0:21
8. Wrong – 3:43
9. Eman On – 0:18
10. No Name – 3:14
11. Espalloc – 0:17
12. Collapse – 2:58
13. Ngised Wen – 0:33
14. New Design – 4:14
15. Der – 0:31
16. Red – 3:46
17. Ynitum – 0:26
18. Mutiny – 2:58
19. Kcab Teg – 0:17
20. Get Back – 3:24
21. Thgif – 0:22
22. Fight – 7:44

## Formazione
- Ivan "Ghost" Moody - voce
- Matt "Nuke" Nunes - chitarra
- J.R. Swartz - chitarra
- Xavier Montoya - basso
- Bruce "Grater" Butler - motograter
- Chris "Crispy" Binns - batteria
- Joey "Smur" Krzywonski - percussioni
- Zak "The Waz" Ward - voce, elettronica, samples